# Changjiang, Jingdezhen
Changjiang är ett stadsdistrikt i Jingdezhen i Jiangxi-provinsen i södra Kina.